# 贾科莫·卡里尼
贾科莫·卡里尼（義大利語：Giacomo Carini，1997年7月2日—）生于皮亚琴察，是一名意大利男子游泳运动员，主攻蝶泳。他在大约6岁时受母亲影响开始接触游泳。他在2014年南京青奥取得一枚银牌和一枚铜牌，首次获得世界级赛事奖牌。2017年，他首次出战世界长池游泳锦标赛，获得男子200公尺蝶泳第13名和男子100公尺蝶泳第35名。